# 有希九美
有希 九美（ゆうき くみ、1951年9月16日 - ）は、日本の女優、歌手、ナレーター。

## 出演

### テレビドラマ
- 最高の恋人
- はみだし刑事情熱系 PART2 第2話（1997年10月15日、テレビ朝日） - 田所邦恵 役
- ナニワ金融道
- 買われた男 第5話（2024年5月16日、テレビ大阪） - 三島綾子 役[1]
- ギークス〜警察署の変人たち〜 第5話（2024年8月1日、フジテレビ） - 馬場園秋絵 役[2]

### 舞台
- バーム・イン・ギリヤド：KAY 役
- ピアフ：ジョセフィン・ベイカー 役
- メアリー・ステュアート：ハンナ・ケネディ 役
- （永井 愛 作）ら抜きの殺意：堀田八重子 役
- （シーラ・ディレーニー 作）蜜の味：ヘレン 役
- （ジャン・コクトー 作）声 2（一人芝居）
- ジキル&ハイド：娼婦館の女将メリー 役
- ミー&マイガール：ミセス・ブラウン 役
- HONK !：グレース、ドット、デンブリン 役
- 書を捨てよ、町へ出よう〜花札伝綺2003：卒塔婆お銀 役
- 長七郎天下御免：お松 役
- 屋根の上のヴァイオリン弾き：リフカ 役
- 楢山節考：玉やん 役
- 美女と野獣
- オペラ座の怪人
- 魔女の宅急便
- 雪之丞変化
- ホワイトクリスマス
- 蜜の味
- カルメンと呼ばれた女
- 匂いのないものたち（2011年8月）
- G7[3]

### 映画
- 一度も撃ってません（2020年） - 若山の妻 役
- ぴっぱらん!!（2024年） - アジュモニ 役[4]

### CM
- コーセー化粧品
- NTT DoCoMo